# گولوبوفتسی
شهر گولوبوفتسی (به روسی: Голубовци) در کشور مونته‌نگرو واقع شده‌است. جمعیت این شهر ۲٫۸۹۰ نفر  است.